# Hvordan de danser
Hvordan de danser er en dansk dokumentarfilm fra 2008 med instruktion og manuskript af Jesper Ravn.

## Handling
Filmen handler om almindelige mennesker, der er gode til at danse. Ikke salsa, charleston eller breakdance, men deres egen hjemmestrikkede dans, sådan som mange mennesker danser til fest eller foran radioen hjemme i stuen. Filmen er et studie af mennesket, som det udtrykker sig, når det giver sig hen.